# بسيتة
بُسيتة أو بُسيتو أو (نقحرة: بوسيتو) (بالإيطالية: Busseto)‏ هي بلدية في مقاطعة بارما في إقليم إميليا رومانيا الإيطالي.

## السكان
في سنة 1861 بلغ عدد السكان 8٬107 نسمة، وتطور العدد ليصل في سنة 2011 لـ 7٬043 نسمة.
يظهر هذا المخطط البياني تطور النمو السكاني لـ بُسيتة

## توأمة
لبُسيتة اتفاقيات توأمة مع كل من:
- Carry-le-Rouet [الإنجليزية]‏
- سالزبورغ (1988 - )